# Guillermo Allison
Guillermo Allison Revuelta (Tuxtla Gutiérrez, Chiapas, 25 de septiembre de 1990) es un futbolista mexicano que se desempeña como portero, su equipo actual es el Querétaro F. C. de la Primera División de México.

## Inicios y Cruz Azul
Guillermo empezó desde 2005 en las filas del Club Deportivo Cruz Azul teniendo buenas actuaciones. Para el Torneo Apertura 2010 Guillermo es considerado por Enrique Meza para formar parte de su plantel y ser el tercer portero del equipo de primera división tras la salida de Julio César Valdivia y otorgándole el número 12 en los dorsales, esperando poder debutar en este torneo.
Debutó el 25 de julio de 2012 en un partido de la Copa MX contra el equipo de Neza FC.
Debuta en primera división en el apertura 2013 de la liga BBVA de México ante el equipo de Toluca en la jornada 9, el cual Cruz Azul gana 2-1 con un final emocionante destacando Allison al parar un penal al final del partido. 
Además, fue titular en gran parte de los partidos de la fase de grupos de la Concacaf Liga Campeones 2013-14 en donde a la postre saldría campeón. Más tarde después de que el portero titular Jose de Jesus Corona fuera mal sancionado por un agración contra los jugadores de Club Tijuana como Hernan Pellerano, Allison fue designado para ser el titular en el partido ida vs Deportivo Toluca en donde a pesar de tener grandes errores no paso a mayores y además tuvo algunas atajadas que mantuvieron el 0-0 para definir el título en el partido de vuelta, pero ya con Corona de titular.

El 10 de julio de 2020, tras 15 años en Cruz Azul, abandona al equipo para incorporarse en el Cancún F. C.
El 22 de junio de 2021, tras un año de préstamo en Cancún, regresa al Cruz Azul.

## Estadísticas
Actualizado al último partido jugado el 6 de agosto de 2025.
| Cruz Azul Hidalgo · México                                                                                 | 2.ª           | 2011-12       | 13  | 0 | ―  | ― | ―  | ― | 13  | 0 |
| Cruz Azul Hidalgo · México                                                                                 | 2.ª           | 2012-13       | 16  | 0 | ―  | ― | ―  | ― | 16  | 0 |
| Cruz Azul Hidalgo · México                                                                                 | Total club    | Total club    | 29  | 0 | 0  | 0 | 0  | 0 | 29  | 0 |
| C. F. Cruz Azul · México                                                                                   | 1.ª           | 2012-13       | 6   | 0 | 3  | 0 | ―  | ― | 13  | 0 |
| C. F. Cruz Azul · México                                                                                   | 1.ª           | 2013-14       | 6   | 0 | ―  | ― | 4  | 0 | 13  | 0 |
| C. F. Cruz Azul · México                                                                                   | 1.ª           | 2014-15       | 1   | 0 | ―  | ― | ―  | ― | 16  | 0 |
| C. F. Cruz Azul · México                                                                                   | 1.ª           | 2015-16       | 6   | 0 | 9  | 0 | ―  | ― | 16  | 0 |
| C. F. Cruz Azul · México                                                                                   | 1.ª           | 2016-17       | 1   | 0 | 9  | 0 | ―  | ― | 16  | 0 |
| C. F. Cruz Azul · México                                                                                   | 1.ª           | 2017-18       | 1   | 0 | 9  | 0 | ―  | ― | 16  | 0 |
| C. F. Cruz Azul · México                                                                                   | 1.ª           | 2018-19       | 0   | 0 | 11 | 0 | ―  | ― | 16  | 0 |
| C. F. Cruz Azul · México                                                                                   | 1.ª           | 2019-20       | 0   | 0 | ―  | ― | 1  | 0 | 16  | 0 |
| C. F. Cruz Azul · México                                                                                   | Total club    | Total club    | 21  | 0 | 41 | 0 | 5  | 0 | 67  | 0 |
| Cancún F. C. · México                                                                                      | 2.ª           | 2020-21       | 29  | 0 | ―  | ― | ―  | ― | 29  | 0 |
| Cancún F. C. · México                                                                                      | Total club    | Total club    | 29  | 0 | 0  | 0 | 0  | 0 | 29  | 0 |
| Celaya F. C. · México                                                                                      | 2.ª           | 2021-22       | 38  | 0 | ―  | ― | ―  | ― | 38  | 0 |
| Celaya F. C. · México                                                                                      | 2.ª           | 2022-23       | 44  | 0 | ―  | ― | ―  | ― | 44  | 0 |
| Celaya F. C. · México                                                                                      | Total club    | Total club    | 82  | 0 | 0  | 0 | 0  | 0 | 82  | 0 |
| Querétaro F. C. · México                                                                                   | 1.ª           | 2023-24       | 21  | 0 | ―  | ― | 2  | 0 | 23  | 0 |
| Querétaro F. C. · México                                                                                   | 1.ª           | 2024-25       | 25  | 0 | —  | — | 2  | 0 | 27  | 0 |
| Querétaro F. C. · México                                                                                   | 1.ª           | 2025-26       | 0   | 0 | —  | — | 1  | 0 | 1   | 0 |
| Querétaro F. C. · México                                                                                   | Total club    | Total club    | 46  | 0 | 0  | 0 | 5  | 0 | 51  | 0 |
| Total carrera                                                                                              | Total carrera | Total carrera | 202 | 0 | 41 | 0 | 10 | 0 | 236 | 0 |
| (1)Incluye datos de la Copa México. (1)Incluye datos de la Liga de Campeones de la Concacaf y Leagues Cup. |               |               |     |   |    |   |    |   |     |   |

## Palmarés

### Campeonatos nacionales
| Título              | Club      | País   | Año  |
| ------------------- | --------- | ------ | ---- |
| Copa México         | Cruz Azul | México | 2013 |
| Copa México         | Cruz Azul | México | 2018 |
| Supercopa de México | Cruz Azul | México | 2019 |

### Títulos internacionales
| Título            | Equipo    | Sede   | Año  |
| ----------------- | --------- | ------ | ---- |
| Liga de Campeones | Cruz Azul | Toluca | 2014 |